# الأزمة الاقتصادية المصرية (2023–2024)
الأزمة المالية المصرية هي أزمة اقتصادية ضربت مصر في 2023. وقد أدى ذلك إلى قيام الحكومة المصرية والبنك المركزي المصري بتخفيض قيمة الجنية. تراجعت خلال الأزمة قدرة البلاد على تحمل الديون، مع استمرار نقص النقد الأجنبي في مواجهة زيادة مدفوعات خدمة الدين العام الخارجي وغياب التدابير لتعزيز احتياطي النقد الأجنبي.

## الأسباب

### عجز الميزان التجاري
يقدر متوسط فاتورة استيراد مصر من الخارج بنحو 90 مليار دولار مقابل صادرات إجمالية (سلعية وبترولية) بنحو 52 مليار دولار من بينها 35 مليار دولار صادرات سلعية، بمتوسط عجز 38 مليار دولار في الميزان التجاري، بدون احتساب أقساط الديون وفوائدها.
أخذ الميزان التجاري مسارًا متذبذبًا في الفترة من 2014 إلي 2023، ليسجل ذروة له عام 2014-2015 عند 39.1 مليار دولار؛ بسبب تراجع حصيلة الصادرات السلعية لتراجع حصيلة الصادرات البترولية الناتجة عن انخفاض أسعار البترول العالمية، وليتحسن مرة أخرى في السنوات التالية بفضل الجهود والسياسات الحكومية في ذلك الوقت لدعم الصادرات وتشجيع المنتج المصري، ويمتص التأثير السلبى لتعويم الجنيه المصرى في نوفمبر 2016، ويسجل فقط قيمة مرتفعة عند 38 مليار دولار في 2018-2019، متأثرًا أيضًا بارتفاع أسعار النفط، ليعود مرة ثالثة لتسجيل قيم مرتفعة أعوام 2020-2021 و2021-2022 عند 42.1 و43.4 على التوالى؛ تأثرُا بإغلاق الاقتصادات بسبب جائحة كورونا وتداعياتها السلبية، ليظهر التحسن بعدها في الميزان التجاري ليقترب مما كان عليه قبل عام 2011-2012 مسجلاً 31.2 مليار دولار عام 2022-2023.
في 4 أكتوبر 2023، أكد البنك المركزي المصري أن عجز الميزان التجاري لمصر شهد تحسنا ملحوظا خلال العام المالي 2022-2023؛ ليتراجع بنسبة 28.2%، ويقتصر على 31.2 مليار دولار. وأوضح المركزي، أن عجز الميزان التجاري غير البترولي لمصر شهد تحسنا بمعدل 34%، خلال العام الماضي المنقضي في يونيو؛ ليتراجع إلى 31.6 مليار دولار، مقابل 47.8 مليار دولار في العام المالي السابق له، مدعوما بانخفاض المدفوعات عن الواردات السلعية غير البترولية بنحو 16.4 مليار دولار.

### أزمات الدين الخارجي
في عام 2022، سجلت مصر دينًا حكوميًا إلى الناتج المحلي الإجمالي بنسبة 87.20 في المائة من الناتج المحلي الإجمالي للبلاد. وبلغ متوسط الدين الحكومي إلى الناتج المحلي الإجمالي في مصر 88.17 في المائة من الناتج المحلي الإجمالي في الفترة من 2002 حتى 2022، ووصل إلى أعلى مستوى له على الإطلاق عند 103.00 في المائة من الناتج المحلي الإجمالي في عام 2017 وسجل رقمًا قياسيًا. أدنى مستوى بلغ 73.30 في المائة من الناتج المحلي الإجمالي في عام 2009. وتبلغ خدمة الدين المصري من أقساط وفوائد الديون حوالي 42.3 مليار دولار خلال العام 2024، وهي أعلى فاتورة على الإطلاق مطلوب سدادها في عام واحد، بعد أن قفز الدين الخارجي إلى نحو 165 مليار دولار واحتياطي نقدي لا يتجاوز 35.2 مليار دولار.
خلال الفترة من 2014 إلي 2024 تضاعف إجمالي الديون الخارجية المستحقة على مصر. حيث بلغ إجمالي الدين الخارجي بنهاية الربع الأول من العام 2023 نحو 165.4 مليار دولار. كشف البنك المركزي المصري، أن قيمة الديون الخارجية المستحقة السداد من جانب مصر، تساوي نحو 29.229 مليار دولار خلال عام 2024.

### مشروعات البنية التحتية
يرى بعض الاقتصاديون أن الحكومة أنفقت الكثير من الأموال المقترضة على مشروعات لن تولد بسرعة العملة الأجنبية التي تحتاجها. هذه المشروعات العملاقة كان لها الأثر الإيجابي في رفع معدلات النمو والتشغيل بعد التباطؤ الاقتصادي بين عامي 2011 و2015 مما أدى إلى رفع معدلات الاستثمار. إلا أن هذه قطاعات لا تسهم بشكل مباشر لا في زيادة الصادرات ولا في تخفيض الواردات، وهو ما انعكس على استمرار العجز في الميزان الجاري دون تغيير كبير منذ تبني برنامج صندوق النقد في نهاية 2016.
شهدت السنوات بين 2017 - 2020 طفرة في نمو قروض المؤسسات متعددة الجنسيات، مدفوعة بالعديد من مشروعات البنية الأساسية التي تبناها هؤلاء المانحين. العديد من مشروعات البنية الأساسية التي أُطلقت خلال السنوات الأخيرة، كانت بهدف إنشاء شبكة جديدة للنقل أكثر رفاهية من الشبكة الموجودة حاليًا، وعلى الأرجح لن تكون أسعارها في متناول الشرائح الدنيا من الدخل، وقد أثارت هذه المشروعات جدلًا مجتمعيًا حول ضرورة التوسع فيها، وما تساهم فيه من ضغط على الدين الخارجي. هذه التمويلات يتم تسعير الفائدة عليها بناء على سعر الفائدة بين البنوك باليورو، والذي شهد انخفاضًا قويًا خلال الفترة بين 2014- 2022، قبل أن يرتفع بقوة متأثرًا بارتفاع الفائدة الأمريكية.

### الاقتصاد العسكري
الشركات المملوكة للجيش معفاة من الضرائب، حيث ينص القانون على ألا تدفع القوات المسلحة ضريبة القيمة المضافة على السلع والمعدات والآلات والخدمات والمواد الخام اللازمة لأغراض التسلح والدفاع والأمن القومي. واستنادًا إلى بيان أصدره السيسي في عام 2016، يمثل الجيش ما بين 1.5 إلى 2 في المئة من الاقتصاد المصري (2.39 مليار دولار إلى 4.46 مليار دولار). تنامي البصمة العسكرية وسيطرتها على السياسة الاقتصادية من السمات المميزة لحكومة السيسي وأحد جذور أزمة الديون الحالية. والواقع أن أحد الشروط الرئيسية لقرض صندوق النقد الدولي الذي حصل عليه في 2016 بقيمة 3 مليار دولار يتلخص في إصلاح البنية الإدارية لهذه الكيانات، وإنهاء إعفاءاتها الضريبية، وتوفير فرص متكافئة للقطاع الخاص.
في 21 نوفمبر 2021، نبه الملياردير المصري نجيب ساويرس من أن تدخل الحكومة في القطاع الخاص سيخلق منافسة غير متكافئة بين الشركات الخاصة والشركات التابعة للدولة أو الجيش. وقال ساويرس إنه يجب أن تكون الدولة جهة تنظيمية وليست مالكة للنشاط الاقتصادي، مضيفا بأن "الشركات المملوكة للحكومة أو للجيش لا تدفع ضرائب".

## إجراءات الحكومة

### بيع الأصول العامة
في 12 نوفمبر 2023، أعلن رئيس الوزراء المصري، أن مصر تستهدف طرح 32 شركة ضمن برنامج الطروحات الحكومية. وقال إنه تم التعاقد مع مؤسسة التمويل الدولية كمستشار استراتيجي لبرنامج الطروحات يتضمن تجهيز 50 شركة حكومية للطرح. وتستهدف مصر زيادة مساهمة القطاع الخاص بنسبة 65% من إجمالى الاستثمارات المنفذة خلال الثلاث سنوات المقبلة. في 10 يناير 2024، حددت الحكومة نحو 61 شركة حكومية جديدة من بينها عدد من البنوك ستقوم الحكومة بطرحها سواء للبيع لمستثمر استراتيجي أو طرح حصص منها بالبورصة المصرية بهدف تفعيل وثيقة ملكية الدولة، وتوفير سيولة دولارية في ظل أزمة العملة التي تعانى منها مصر حاليا. في 13 فبراير 2024، قال وزير المالية المصري، إن بلاده تستهدف عوائد تصل إلى 6.5 مليار دولار من برنامج الطروحات الحكومية بنهاية عام 2024.

### ترشيد الإنفاق الحكومي
في 31 يناير 2024، قرر مجلس الوزراء المصري خفض تمويل الخزانة العامة بالخطة الاستثمارية للعام المالي 2023-2024 بنسبة 15 بالمئة من الاعتمادات المستهدفة للجهات ضمن الموازنة العامة للدولة. وقال مجلس الوزراء أيضا إنه لن يتم البدء في مشاريع جديدة في هذه السنة المالية، ولكن سيتم إعطاء الأولوية للمشاريع التي اكتملت بنسبة 70 بالمئة أو أكثر والتركيز على الاحتياجات الاستثمارية الضرورية والملحة دون غيرها، في ضوء الالتزام بالتوجيهات الخاصة بترشيد الإنفاق وخفض سقف الدين الخارجي وتشجيع المنتج المحلي والصناعة الوطنية.

### حزمة الحماية الاجتماعية
في 07 فبراير 2024، وجه الرئيس عبد الفتاح السيسي بتفعيل حزمة حماية إجتماعية، تتضمن العمل على رفع الحد الأدنى للأجور بنسبة 50%، ليصل إلى 6 آلاف جنيه شهرياً، و زيادة أجور العاملين بالدولة والهيئات الاقتصادية، بحد أدنى يتراوح بين 1000 إلى 1200 جنيهاً شهرياً بحسب الدرجة الوظيفية، وكذا تخصيص 15 مليار جنيه زيادات إضافية للأطباء والتمريض والمعلمين وأعضاء هيئة التدريس بالجامعات، وتخصيص 6 مليارات جنيه لتعيين 120 ألفاً من أعضاء المهن الطبية والمعلمين والعاملين بالجهات الإدارية الأخرى. شملت الحزمة الاجتماعية، إقرار 15% زيادة في المعاشات لـ 13 مليون مواطن، بتكلفة إجمالية 74 مليار جنيه، و15% زيادة في معاشات "تكافل وكرامة" بتكلفة 5,5 مليار جنيه، لتصبح الزيادة خلال عام 55% من قيمة المعاش، على أن يتم تخصيص 41 مليار جنيه لمعاشات تكافل وكرامة في العام المالي 2024-2025. وتتضمن الحزمة الاجتماعية رفع حد الإعفاء الضريبي لكافة العاملين بالدولة بالحكومة والقطاعين العام والخاص بنسبة 33%، من 45 ألف جنيه إلى 60 ألف جنيه، بتكلفة إجمالية سنوية 5 مليارات جنيه.

### صفقة رأس الحكمة
في 24 فبراير 2024، وقعت مصر، عقدا لتطوير مشروع رأس الحكمة بشراكة إماراتية، على أن يستقطب المشروع استثمارات تزيد قيمتها عن 150 مليار دولار خلال مدة تطوير المشروع، تتضمن 35 مليار دولار استثمارا أجنبيا مباشرا للدولة المصرية خلال شهرين. قالت وكالة فيتش للتصنيف الإئتماني، إن الصفقة المصرية البالغة 35 مليار دولار مع الإمارات لتطوير رأس الحكمة من شأنها أن تخفف ضغوط السيولة الخارجية وتسهل تعديل سعر الصرف.

## أعلى رفع لأسعار الفائدة
وفي 6 مارس 2024 وفي اجتماع استثنائي للجنة السياسة النقدية قرر البنك المركزي المصري، رفع سعر الفائدة بواقع 600 نقطة أساس، ليصل عائد الإيداع والإقراض لليلة واحدة وسعر العملية الرئيسية إلى 27.25%، 28.25% و27.75%، على الترتيب، كما رفع سعر الائتمان والخصم بالنسبة ذاتها ليصل إلى 27.75%، وهي أعلى زيادة في تاريخ قرارات رفع أسعار الفائدة.

## تحرير كامل لسعر الصرف
وفي 6 مارس 2024 قرر البنك المركزي المصري تخفيض سعر صرف الجنيه مقابل الدولار الأميركي لأول مرة منذ أكثر من 14 شهراً، وذلك عقب رفع أسعار الفائدة بنحو 600 نقطة أساس في اجتماع استثنائي. وأكد المركزي، في بيان له، أنه في إطار استهداف معدلات التضخم سيعمل على السماح لسعر الصرف أن يتحدد وفقاً لآليات السوق.

## الآثار

### عجز الموازنة
توقع صندوق النقد الدولي، أن يرتفع عجز الموازنة المصرية إلى 10.7% من الناتج المحلي الإجمالي خلال العام المالي الحالي، من 6.4% في العام المالي الماضي، وسيكون هذا أكبر عجز في الموازنة كنسبة مئوية من الناتج المحلي الإجمالي منذ العام المالي 2015 - 2016. من المتوقع أن يتقلص الفائض الأولي إلى 1.5% من الناتج المحلي الإجمالي في العام المالي 2024/2023، من 2.3% العام الماضي.

### تضخم الأسعار
احتلت مصر وفقا للبنك الدولي المركز الأول في الدول الأكثر تضررًا من تضخم الغذاء في نهاية 2023، كما شهدت ارتفاعات متتالية في المؤشرات العامة للتضخم خاصة في أسعار الغذاء، بسبب الخفض المتتالي لقيمة الجنيه مقابل الدولار منذ 2016 وارتفاع فاتورة واردات الغذاء. في 10 اغسطس 2023، واصل معدل التضخم السنوي في مصر، ارتفاعه مسجلًا مستوى قياسيا جديدا عند 36.5% في يوليو 2023، وجاءت هذه الزيادة مدفوعة بارتفاع أسعار قسم الطعام والمشروبات بنسبة 68.2 %. التضخم جاء نتيجة استمرار نفس العوامل المسببة لزيادة سعر السلع والخدمات محليًا خلال الشهور الماضية، وأبرزها ارتفاع أسعار السلع الاستراتيجية عالميًا، وانخفاض سعر صرف الجنيه أمام الدولار، وتحجيم الاستيراد.

### خفض التصنيف الائتماني
قامت وكالات التصنيف الائتماني الثلاثة التي تراقب الديون السيادية لمصر بتخفيض تصنيفاتها خلال الأزمة، وأصبحت توقعاتها لتغيرات التصنيف المستقبلية سلبية. في 21 أكتوبر 2023، خفضت وكالة ستاندرد آند بورز للتصنيف الائتماني، تصنيف مصر السيادي بالعملة الأجنبية والمحلية إلى "B-" من "B" مع توقعات مستقرة. وقالت ستاندرد آند بورز إن التخفيض يعكس التأخير المتكرر في تنفيذ الإصلاحات النقدية والهيكلية في البلاد، من بين عوامل أخرى. في 4 نوفمبر 2023، خفضت وكالة فيتش تصنيف مصر الائتماني على المدى الطويل بالعملات الأجنبية إلى "B-" هبوطا من "B"، مشيرة إلى زيادة المخاطر على التمويل الخارجي وارتفاع في الديون الحكومية. في 19 يناير 2024، غيرت وكالة موديز للتصنيف الائتماني النظرة المستقبلية للتصنيف السيادي للديون الحكومية المصرية إلى سلبية بدلا من مستقرة. في حين أبقت الوكالة على تصنيف مصر الائتماني عند caa1.

### أزمة الدواء
تفاقمت أزمة توافر الدواء بشكل كبير بسبب أزمة الدولار، التي دفعت المصانع للعمل بـ60% من طاقتها الإنتاجية في ظل نقص المواد الخام المستوردة. إقبال بعض المواطنين على شراء كميات كبيرة من الأدوية التي لم تعد تتوفر بالشكل الطبيعي، وهو الأمر الذي يدفع الأدوية التي بدأت في الظهور للاختفاء مرة أخرى خلال فترة وجيزة.